# Ïlʹya Vorotnïkov
Ïlʹya Ïgorevïç Vorotnïkov (in kazako Илья Игоревич Воротников?, in russo Илья Игоревич Воротников?, Il'ja Igorevič Vorotnikov; Almaty, 1º febbraio 1986) è un calciatore kazako, difensore del Kaspıı.